# 주한 카타르 대사관
주한 카타르 대사관(아랍어: سفارة دولة قطر،سول, 영어: Qatar Embassy in Seoul)은 대한민국 서울특별시 용산구 동빙고동 309-5에 위치하고 있는 카타르 대사관이다. 현직 주한 카타르 대사는 칼리드 이브라힘 알하마르이다.

## 역사
대한민국은 1971년 9월 7일에 카타르를 주권 국가로 승인했으며 카타르는 1974년 4월 18일에 대한민국과 수교했다. 대한민국 정부는 1976년 10월 14일에 카타르 도하에 주카타르 대한민국 대사관을 설립했고 카타르 정부는 1992년 3월에 대한민국 서울에 주한 카타르 대사관을 설립했다.

## 주요 업무
주요 업무는 대한민국 정부와의 외교·교섭, 투자 유치 활동, 대한민국 거주 카타르 국민의 보호 육성, 외교 정책 홍보, 문화, 학술, 체육 협력, 여권, 입국 사증 발급 및 영사 확인 업무 등이다.

## 같이 보기
- 대한민국-카타르 관계
- 주카타르 대한민국 대사관
- 카타르의 재외공관 목록
- 대한민국 주재 외국공관 목록